# Kanton Gray
Kanton Gray (francouzsky Canton de Gray) je francouzský kanton v departementu Haute-Saône v regionu Franche-Comté. Tvoří ho 21 obcí.

## Obce kantonu
- Ancier
- Angirey
- Apremont
- Arc-lès-Gray
- Battrans
- Champtonnay
- Champvans
- Cresancey
- Esmoulins
- Germigney
- Gray
- Gray-la-Ville
- Igny
- Noiron
- Onay
- Saint-Broing
- Saint-Loup-Nantouard
- Sauvigney-lès-Gray
- Le Tremblois
- Velesmes-Échevanne
- Velet